# Ескобарес (Тексас)
Ескобарес (енгл. Escobares) град је у америчкој савезној држави Тексас. По попису становништва из 2010. у њему је живело 1.188 становника.

## Демографија
Према попису становништва из 2010. у граду је живело 1.188 становника, што је 766 (39,2%) становника мање него 2000. године.
| Група             | 2000.         | 2010.         |
| Белци             | 25 (1,3%)     | 86 (7,2%)     |
| Афроамериканци    | 3 (0,2%)      | 0 (0,0%)      |
| Азијати           | 0 (0,0%)      | 0 (0,0%)      |
| Хиспаноамериканци | 1.929 (98,7%) | 1.102 (92,8%) |
| Укупно            | 1.954         | 1.188         |